# Chica para matrimonio
The Marrying Kind es una película estadounidense de 1952, del género melodrama, dirigida por George Cukor. Protagonizada por Judy Holliday, Aldo Ray, Madge Kennedy, Sheila Bond, John Alexander, Rex Williams, Phyllis Povah, Peggy Cass, Mickey Shaughnessy y Griff Barnett en los papeles principales.
Judy Hollyday estuvo nominada como Mejor actriz extranjera en los premios BAFTA.
El guion de Ruth Gordon y Garson Kanin estuvo nominado en los premios WGA del Gremio de Escritores de América en la categoría de Mejor guion de comedia.

## Argumento
Una mujer de clase obrera educada para ser ama de casa ve cómo su mundo se desmorona al enfrentarse a su propio divorcio.

## Otros créditos
- Color: Blanco y negro.
- Dirección artística: John Meehan
- Asistente de dirección: Earl Bellamy
- Sonido: Jack A. Goodrich
- Director musical: Morris W. Stoloff
- Decorados: William Kiernan
- Diseño de vestuario: Jean Louis
- Maquillaje: Clay Campbell (maquillaje) y Helen Hunt (peluquería)

## Comentarios
Esta película es un raro ejemplo de neorrealismo made in USA.
Fue expresamente escrita para Judy Holliday en la cima de su carrera.